# Ergolea reneae
Espèce
Ergolea reneae est une espèce de lépidoptères (papillons) de la famille des Lasiocampidae.
- Répartition : Algérie.
- Période de vol : septembre et octobre.
- Habitat : dunes.
- Plantes-hôtes : Coligonum comosum.

### Source
- P.C.-Rougeot, P. Viette (1978), Guide des papillons nocturnes d'Europe et d'Afrique du Nord, Delachaux et Niestlé (Lausanne).